# Open Season (groupe)
Pour les articles homonymes, voir Open Season.
Open Season est un groupe suisse de reggae, ska et rocksteady, originaire de Berne.

## Histoire
En 2001, le groupe se produit pour la première fois sous son nom actuel,. En 2000, certains des musiciens se réunissaient sous le nom de Nestor. Entre-temps, le groupe donne plus de 500 concerts en Suisse et à l'étranger. Les points forts sont les représentations sur les scènes principales des festivals suisses en plein air Gurtenfestival (ouverture du festival en 2003 et 2005, représentation en 2010), Open Air de Saint-Gall (2004) et de Open Air Gampel (2005 et 2014).
Après un single (Rocksteady Fever, 2002) et un album studio (Each Day, 2003), le groupe sort un album live (Open Season Live!, 2004), en édition limitée. En 2005, le deuxième album studio Hot and Fire suit. Avec le single Step by Step, deux nouvelles chansons du groupe suivent en mars 2006. Le 2 novembre 2007, I Lost My Phone sort en tant que single préliminaire de l'album Here We Go, sorti en 2008. Avec Get Ready - Pure Vintage Scorchers (2009), Open Season sort un autre album en édition limitée, entièrement orienté vers le ska et le rocksteady des années 1960. Après la sortie du single Hey Darling, le groupe sort en octobre 2010 l'album studio Louder! (produit dans les studios Dala par Admiral James T.), qui fait le lien entre des éléments old school et des éléments plus modernes. En 2013 et 2014 sortent les deux singles en avant-première Beyond My Wildest Dreams (uniquement en téléchargement) et All Eyes on You (également en version physique). En novembre de la même année, Boombay, la dernière production d'album, sort avec des influences variées comme par exemple le reggae, la musique indienne, le dancehall et le dub.

## Style musical
Musicalement, le groupe s'est longtemps orienté essentiellement vers les débuts du ska jamaïcain, du rocksteady et du reggae des années 1960. Avec l'album Hot and Fire, des effets de musique électronique et du scratching sont ajoutés. Au plus tard depuis Here We Go, la musique du groupe devient plus moderne et plus ouverte en termes de style. Sur l'album Boombay, des éléments indiens sont pour la première fois intégrés au son du groupe. Avec Come closer. Sweet Lovers Rock, le groupe sort un album de cinq titres en hommage au lovers rock. 

## Membres
- Res Staudenmann - guitare
- Santosh Aerthott - chant, guitare
- Oliver Hürzeler - saxophone alto
- Ariane Lüthi - saxophone ténor
- Thomas Arn - trombone
- Florian Thalmann - trompette
- Fabio Baechtold - guitare basse
- Christoph Walter - batterie
- Lucy James - piano, chant

## Discographie

### Albums studio
- 2002 : Rocksteady Fever (Leech Records)
- 2003 : Each Day (Leech Records)
- 2004 : Open Season - Live (Leech Records)
- 2005 : Hot and Fire (Leech Records)
- 2006 : Step By Step (Leech Records)
- 2008 : Here We Go (Leech Records) (2e des charts suisses[6])
- 2009 : Get Ready - Pure Vintage Scorchers (Leech Records)
- 2010 : Louder! (Leech Records)
- 2014 : Boombay
- 2016 : Party Squad
- 2020 : Rocksteady
- 2021 : Come closer. Sweet Lovers Rock

### Singles
- 2002 : Rocksteady Fever (Leech Records)
- 2006 : Step by Step (Leech Records) (96e des charts suisses[6])
- 2007 : I Lost My Phone (Leech Records) (89e des charts suisses[6])
- 2010 : Hey Darling (Leech Records)
- 2014 : All Eyes on You
- 2018 : Stand Together (tous ensemble) (feat. Guillaume Hoarau)  (41e des charts suisses[6])